# Barbara Strozzi
Barbara Strozzi (Veneza, batizada em 6 de agosto de 1619 - Pádua, 11 de novembro de 1677) foi uma compositora e cantora barroca. 
Era provavelmente filha ilegítima do poeta e libretista veneziano  Giulio Strozzi  (1583 – 1652) e de sua serviçal, Isabella Garzoni, apelidada la Greghetta. Em 1628, Giulio, também ele, filho ilegítimo (depois legitimado) de Roberto Strozzi, refere-se a Barbara como sua figliuola elettiva, ao designá-la como   herdeira em seu testamento.:140s
Sob a orientação de seu pai, Barbara estudou música com o cantor, organista e compositor  Francesco Cavalli,  parceiro próximo de Claudio Monteverdi, cuja morte o levou a assumir a liderança entre os compositores da ópera barroca veneziana. Com ele, Barbara também desenvolveu seus dotes de soprano.  Aos 16 anos, ela cantava, acompanhando-se de um dos muitos instrumentos de que seu pai dispunha, nos concertos promovidos por Giulio, nas reuniões da Accademia degli Incogniti ou, a partir de 1637, da Accademia degli Unisoni, esta última fundada pelo próprio Giulio.
Barbara Strozzi também foi uma compositora talentosa. Em artigo de  1997, publicado na Musical Quarterly, a musicóloga Beth L. Glixon, especialista em ópera veneziana do século XVII, refere-se a Barabara Strozzi como"o mais prolífico compositor – homem ou mulher – de música vocal secular  publicada em Veneza, em meados do século XVII".
Em 1644, Strozzi publicou seu opus nº1, Il primo libro di madrigali, dedicado à grã-duquesa da Toscana,  Vittoria Della Rovere Esses madrigais tinha letras escritas por seu pai, Giulio Strozzi. As coletâneas publicadas após a morte de seu pai (1652), tiveram textos escritos por amigos do libretista  ou por ela mesma. Quase todos os seus trabalhos foram seculares e escritos para sua própria voz (soprano lírico) e mostram o seu domínio de diferentes formas musicais - cantatas, ariettas e duetos.
Barbara Strozzi nunca se casou mas teve quatro filhos. Os três últimos eram de Giovanni Paolo Vidman (ou Widmann), um amigo de Giulio Strozzi, que a ele dedicara o libretto de La finta pazza. Vidman era patrono de artistas, membro da Accademia degli Incogniti e, embora fosse casado com outra mulher (Camila Grotta), manteve com Barbara uma longa relação.:152
Barbara Strozzi compôs 125 composições, organizadas em oito coletâneas que foram publicadas entre 1644 e 1664 e dedicadas a mecenas e protetores  diversos.

## Obras
- Il primo libro di madrigali, para 2, 3, 4 ou 5 vozes e baixo contínuo, op. 1 (1644)
- Cantate, ariette e duetti, para 2 vozes e baixo contínuo,op. 2 (1651)
- Cantate e ariette, para 1-3 vozes e  baixo contínuo, op. 3 (1654)
- Sacri musicali affetti, livro I, op. 5 (1655)
- Quis dabit mihi, moteto para 3 vozes (1656)
- Ariette a voce sola, op. 6 (1657)
- Diporti di Euterpe ovvero Cantate e ariette a voce sola, op. 7 (1659)
- Arie a voce sola - 6 Cantate, 6 Arie ed una Serenata con violini (dedicata alla duchesa Sophie de Brunswick-Lüneburg), op. 8 (1664)

O opus 4 se perdeu (supõe-se que tenha sido dedicado ao Duque de Mântua).

### Para ouvir
- Dialogo in Partenza; madrigal para  vocalise (escute)